# Троян
Троян (серб. Тројан, д.-рус. Троянъ) — теонім, відомий з міфології стародавніх слов'ян — у Давній Русі та у сербів.
Власне етимологія теоніму наступна:
| «Праслов'янське trojanъ „дехто троїстий (триєдиний)“ походить від дистрибутивного числівника (формально прикметника) trojь „троїстий (триєдиний)“, до якого реґулярно долучається суфікс іменника -anъ … з семантичним переходом „володіючий цією якістю“ > „особа, що володіє цією якістю“»[1]. |
За сербським фольклором Троян — людиноподібна істота з трьома головами та із звірячими вухами.
У Русі під іменем Троян розумівся дещо інший міфологічний персонаж, який згадується у трьох давньоруських джерелах, у двох з яких його названо «Богъ», а саме:
- «Ходіння Богородиці по муках» («То они все богы прозваша: солнце и мѣсяць, землю и воду, звѣри и гады… Трояна, Хърса, Велеса, Перуна на богы обратиша»);[2]

- «Слово і одкровення святих апостолів» («мняще богы многы: Перуна и Хорса, Дыя и Трояна»).[3]

Третє джерело — «Слово о полку Ігоревім».

## Троян у«Слові о полку Ігоревім»
У сучасних дослідженнях визначено 5 основних напрямів інтерпретації антропоніму Троян, а саме: історичний, міфологічний, абстрактний, компілятивний і негативний. Враховуючи наведені вище уривки, надалі розглядатиметься лише міфологічний напрям досліджень, й, відповідно висловлені концепції.
Єдиним джерелом, яке надає будь-яку інформацію окрім «один з богы многы» — «Слово о полку Ігореві». Отже, в «Слові…»
Трояна згадано чотири рази. Виходячи з концепції «Троян — поганський бог», ці чотири згадки мають наступні інтерпретації.
1. «Рища въ тропу Трояню чресъ поля на горы» — у сучасних інтерпретаціях від «подумки на великі відстані» до безпосередньо стежки до святилища Трояна.
2. «были вѣчи Трояни» — починаючи з Ліхачова Д. С. усі прихильники версії «Троян — бог» вважають, що «віки Трояна» — поганські, дохристиянські часи.
3. «на землю Трояню» — від землі Руської до території Києва та прилеглих земель.
4. «на седьмомъ вѣцѣ Трояни» — щодо подій другої половини XI ст. Не ігноруючи той факт, що цифра сім надзвичайно популярна у міфології, при спробі визначити перший вік Трояна ми повернемось до другої половини IV ст., і ці часи також згадані у «Слові» як «часи Буса» («Сè бо гóтскія крáсныя дѣ́вы въспѣ́ша на брéзѣ си́нему мóрю: звóня рýскымъ злáтомъ, пою́тъ врéмя Бýсово…»), й цей уривок без зайвих застережень можна пов'язати з відомими подіями 375 р. — остготсько-антською війною, яка на певному етапі закінчилася стратою готами 70-ти старійшин антів та їх ватажка Боза (Божа), хоча цю думку піддано критиці, що, саме по собі, враховуючи обмеженість та фрагментарність джерел, є закономірним.
Отже, в контексті припущення «Троян — поганський Бог» висловлено наступну думку:

| «…дуже рідкі згадки про бога Трояна в давніх пам'ятках писемності свідчать про те, що він не був загальноруським богом. Як Радогост у Ретрі, Святовит в Арконі і Триглав у Щеціні, Троян належав до місцевих богів. Йому поклонялися найімовірніше, лише в Києві і прилеглих землях, через які й була протоптана стежка до статуї бога Трояна.»[6] |
Але наразі невідомо жодного св'ятилища чи статуї Трояна, чи навіть будь-яких згадок про них. Імовірно, Троян міг бути не київським аналогом Даждьбога чи Хорса, а триєдиним солярним Богом, окремі іпостасі якого представляли Даждьбог (Бог одарюючий), Хорс (бог наглядаючий, бог весни) та, можливо, Стрибог (наразі з невизначеними функціями, ймовірно, бог караючий), опосередковано на захист цього припущення стає ще одна фраза зі «Слова…»:«Свѣ́тлое и тресвѣ́тлое сл́ънце…» Тобто 
| «слід думати, що йдеться не про декілька персонажів, а про декілька іпостасей однієї й тієї ж міфологічної істоти, яка кількістю цих іпостасей визначає параметри міфологічної моделі світу, як і світове дерево, пов'язане з цим персонажем.»[9] |
Можливо виникнення етно-політичної спілки антів й знайшло відповідне відображення у міфології племен, які ввійшли до цього об'єднання, у вигляді концепції початку «землі» та «віків» триєдиного солярного бога.